# Thomas de la Vierge (trinitaire)
Pour les articles homonymes, voir Thomas de la Vierge (homonymie).
Thomas de la Vierge, en espagnol Tomás de la Virgen (1587-1647), est un religieux trinitaire déchaussé espagnol. Cloué au lit par la maladie, il a vu, quarante ans durant, les plus grandes personnalités religieuses et politiques du Siècle d'or défiler à son chevet pour y recevoir des conseils. Le pape Pie VII l'a déclaré vénérable en 1805.

## Biographie
Rodrigo de Tomas y Sanchez est né le 21 janvier 1587, à Villanueva de los Infantes (Ciudad Real). Ses parents sont Juan de Tomas Bustos et Maria Sanchez Mejias. L'archevêque de Valence, saint Thomas de Villeneuve est son grand-oncle. Suivant l'exemple de celui-ci, Juan et Maria finissent par partager leurs biens avec les pauvres.

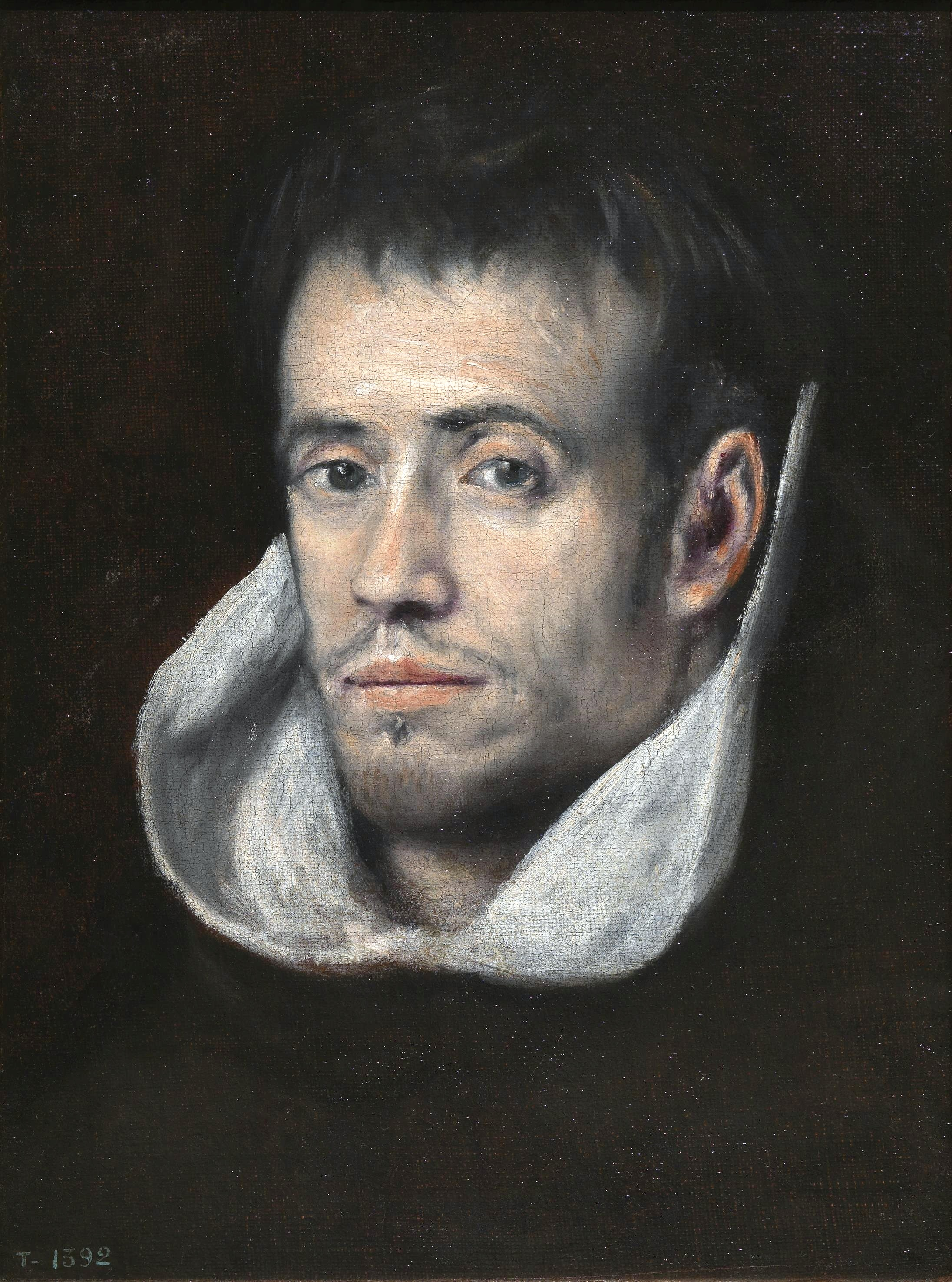
Portrait présumé de Jean-Baptiste de la Conception (par El Greco).

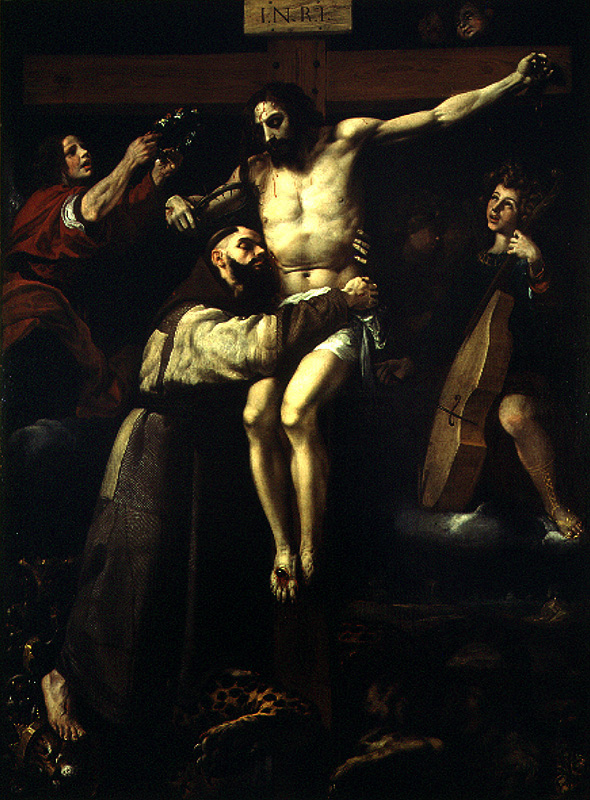
Mystique et souffrance à l'âge baroque (par Francisco Ribalta).

Quant à Rodrigo, attiré par une vie austère, il décide d'entrer, à dix-neuf ans, chez les Trinitaires déchaussés, récemment installés dans sa ville natale. C'est le réformateur lui-même, saint Jean-Baptiste de la Conception, venu ce jour-là de Valdepeñas, qui l'accueille dans l'ordre, le 29 avril 1606. Ayant reçu l'habit et troqué son nom contre celui de Tomás de la Virgen, il est envoyé au noviciat de Madrid, où plus encore que sa prière et ses vertus, son goût pour le silence édifie la communauté : il devient pour tous el hermano que no habla (« le frère qui ne parle pas »), comme en témoigne un écrit du père Jean-Baptiste.
À l'issue de sa profession solennelle, émise le 1er mai 1607, il participe à la fondation du couvent de Cordoue, laquelle se réalise dans les conditions précaires du dénuement et de la faim. Ce qui ne l'empêche nullement de se consacrer à la stricte observance de la règle, à l'assistance des pauvres et à l'oraison contemplative. Cependant, un jour qu'il se trouve en prière, il pousse un cri et se met à saigner du nez et de la bouche. Les médecins, perplexes, diagnostiquent une hémoptysie aiguë. Tomas se remet à l'ouvrage, mais, un mois plus tard, tandis qu'il recueille des aumônes dans le quartier de Bujalance, la maladie reprend vigueur, et les médecins évoquent, cette fois, la tuberculose. Comme un climat plus sec lui est recommandé, il quitte Cordoue pour Madrid et le couvent déchaussé de la Santissima Trinidad (de la Très Sainte Trinité), où il passera quarante ans de sa vie alité.
Dans la capitale, la sainteté de sa vie, la sagacité de ses conseils et le mystère entourant sa maladie deviennent le sujet des conversations, à la ville comme à la cour. La cellule de l'infirme devient un centre d'affaires politico-religieuses de Madrid : chambre des secrets ou officine diplomatique. Urbain VIII y envoie le nonce, Giulio Rospigli, qui passe à genoux sa première visite. Devenu pape sous le nom de Clément IX, il n'oubliera pas le mot d'ordre de son prédécesseur : ne prendre aucune décision sans avoir consulté le frère Thomas au préalable. Il est vrai que celui-ci reçoit également les visites et les confidences des rois Philippe III et Philippe IV, ainsi que de leurs favoris respectifs, le duc de Lerma et le comte-duc d'Olivares, auxquels le trinitaire ne ménage ni les conseils ni les reproches. Quant à la reine Isabelle de Bourbon, elle a fait installer dans ses appartements un portrait du saint frère, afin de lui parler plus fréquemment.

## Postérité

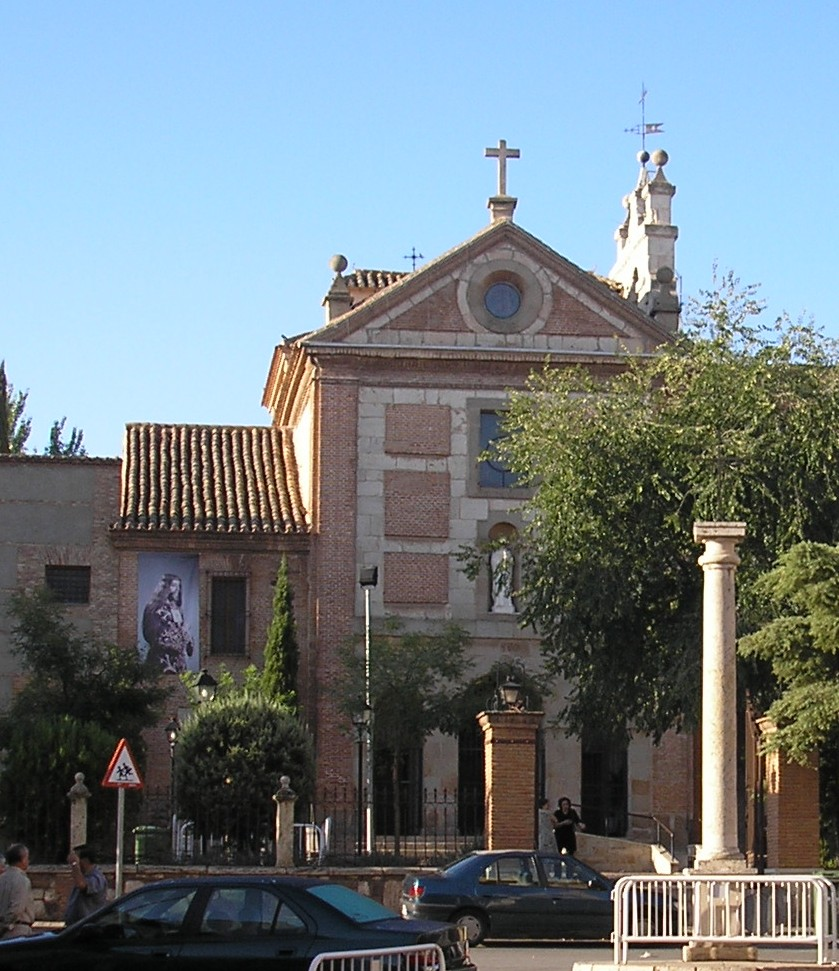
Couvent de Valdepeñas, où repose Thomas de la Vierge.

Au début du mois de septembre 1647, Thomas, sentant sa mort prochaine, se prépare spirituellement au grand départ, qui s'effectue, le 7 octobre de la même année. Trois jours durant, tout Madrid rendra hommage à sa dépouille. Celle-ci est actuellement conservée dans l'église des trinitaires de Valdepeñas, ainsi que le lit du grabataire, devenu une insigne relique.
Les médecins disaient de Thomas qu'il vivait par miracle : Vivia de milagro. Dans l'histoire de la spiritualité, cette survie miraculeuse, c'est-à-dire la coexistence dans un organisme de la maladie et de la vie, a constitué le quotidien de beaucoup de mystiques. Paradoxalement, c'est dans l'action de grâces que le trinitaire déchaussé a affronté le scandale de la souffrance, parce qu'il considérait celle-ci comme « le moyen d'imiter le Christ Rédempteur et de participer aux valeurs engagées dans sa Passion », ainsi qu'il l'a affirmé : Te doy gracias, Señor, porque me has dado el modo de poder imitar a Cristo Redentor y de participar en su preciosa pasión. C'est pourquoi, le 22 septembre 1805, le pape Pie VII s'est prononcé sur l'héroïcité des vertus de Thomas de la Vierge, et a déclaré celui-ci vénérable.